# 優婆塞戒經
《優婆塞戒經》，收錄於大正藏律部第24冊，為漢傳佛教菩薩戒所據法本之一。本經譯經者為曇無讖法師，譯經地則為北涼姑臧。

## 內容
內容共有七卷，分為二十八品。凡文義相類，則收為一品。合成二十八品經文，依古德分為三分：
1. 敘啟分，即集會一品。
2. 自發心品至般若品多分，共二十七品，皆為正說分，又稱正宗分。
3. 結成分，即最後兩行之文。[3]

## 與善生經關係
覺燈法師認為，《優婆塞戒本》是佛陀為善生長者說大乘優婆塞戒的經典。此經以《中阿含經》卷三十三《善生經》為基礎推衍、發展而成。 與《長阿含》卷十一《善生經》，及《善生子經》、《尸迦羅越六方禮經》等經，都是述及六方供養及在家信徒的持戒生活的相關經典。 
而太虛大師更認為，《優婆塞戒經》最好題為《在家菩薩經》。 〈觀集會品〉記載：「在家之人發菩提心，勝於阿羅漢、辟支佛等果。」 又在每品結尾，皆敘述：「在家之人發菩提心，種種之難於出家人。」所以此經雖然貫通於一切佛法，但終歸以在家菩薩為中心。 此經讚歎在家之人發菩提心，從四天王至阿迦尼吒諸天，皆大驚喜，尊得人天之師。 又以出家之人不事生產，受人天供養，於布施波羅密反而難以圓滿。 

## 在家菩薩戒本
本經亦為《在家菩薩戒》依據，收錄於〈受戒品〉。在家菩薩戒分為六重二十八輕，現列如下：

### 六重戒
1. 不殺生
2. 不偷盜
3. 不虛說
4. 不邪淫
5. 不說四眾過罪
6. 不沽酒

### 二十八輕
1. 不供養父母師長戒
2. 耽樂飲酒戒
3. 不瞻病苦戒
4. 有乞者不與戒
5. 見四眾尊長不承禮拜戒
6. 見四眾毀戒心生憍慢戒
7. 不持六齋戒
8. 不往聽法戒
9. 受僧用物戒
10. 飲蟲水戒
11. 險難獨行戒
12. 獨宿尼寺戒
13. 為財打人戒
14. 殘食施四眾戒
15. 蓄貓狸戒
16. 蓄養畜獸不淨施戒
17. 不蓄三衣、缽、杖戒
18. 作田不求淨水、陸種處戒
19. 市場販賣斗秤不平戒
20. 非時非處行欲戒
21. 商賈不輸官稅戒
22. 犯國制戒
23. 得新食不先供三寶戒
24. 僧不聽說法輒自作戒
25. 在五眾前行戒
26. 僧食不公分戒
27. 養蠶戒
28. 行路見病捨去戒

聖嚴法師指出《優婆塞戒經》的菩薩戒，實質上是在家的大乘戒而非即是菩薩戒，也是所有大乘戒中最難受戒的。受戒前，要次第供養父母、師長、妻子、善知識、奴婢、出家道人。並問九種遮難，若犯其一，便不能受戒。在受其六重二十八輕的菩薩戒之先，必須先行三皈五戒；雖受五戒，亦須經過半年察看，再於二十比丘僧以羯磨法秉受，可見這不是不分品類便可受得的菩薩戒。

## 考證
《優婆塞戒經》係將阿含《善生經》，加以擴大改寫的大乘經典，屬於中期的大乘佛教典籍。這是由本經引用對象推論而得，如第二十四〈業品〉提及曇無德部、彌沙塞部、薩婆多部等部派名稱。第三〈悲品〉引用《法華經》、《大城經》、《智印經》等經名。又引大乘《涅槃經》的「生因了因」之說。